# 保罗·拉特克利夫
保罗·拉特克利夫（英語：Paul Ratcliffe，1973年11月12日—），英国男子皮划艇运动员。他曾代表英国参加1996年和2000年夏季奥林匹克运动会皮划艇比赛，其中2000年奥运会获得一枚银牌。